# Cantón de Talamanca
Talamanca es el cantón número 4 y el más extenso de los seis que componen la provincia de Limón, Costa Rica. Es el segundo de mayor superficie en el país, después del de San Carlos. Su cabecera es la ciudad de Bribri, ubicada a orillas del río Sixaola, en la frontera con Panamá.
Talamanca es uno de los cantones que presentan una mayor biodiversidad, ya que su clima va desde el trópico húmedo de la costa pasando por el bosque lluvioso hasta los fríos páramos de origen glaciar de la Cordillera de Talamanca, la más alta y extensa de Costa Rica, con montañas que llegan a los 3820 metros sobre el nivel del mar, como el cerro Chirripó, punto culminante de la geografía costarricense.
Sus playas se cuentan entre las más hermosas de Costa Rica, entre ellas: el parque nacional Cahuita, con una barrera de coral única en su género en Costa Rica, Puerto Vargas, Puerto Viejo, Gandoca-Manzanillo y su reserva biológica, Punta Mona, Cocles, Playa Negra, etc.
La reserva de Hitoy-Cerere es una de las más visitadas del cantón.
El cantón cuenta con el puesto aduanero de Sixaola en la frontera con Panamá y es un importante productor de banano para la exportación.

## Historia
Algunos historiadores han denominado a esta región como La Rebelde Talamanca, en alusión a las enormes dificultades que enfrentaron los conquistadores para someter a las tribus indígenas. Durante muchos años, diversas expediciones se internaron en su inhóspito territorio sin lograr plenamente el objetivo de conquista.
Hoy en día, apenas unos pocos miles de indígenas sobreviven en la región, conservando con esfuerzo sus tradiciones y formas de vida frente a los desafíos del mundo moderno.
Coexistían varias lenguas en la zona: pero según documentos del siglo XVII (1617), el que más se escuchaba era el idioma huetar, lo que demuestra el parentesco de las tribus talamanqueñas con los habitantes del interior del país. El bribri, idioma que predomina en la actualidad, es muy similar al idioma que hablaban los indígenas de Tucurrique descendientes de huetares.
Entre los muchos acontecimientos que narra la historia de la conquista de Talamanca por parte de Gonzalo Vázquez de Coronado y Arias Dávila y Diego de Sojo, sobresale la sublevación que encabezó el cacique Pablo Presbere, y que tuvo como epicentro San José Cabécar. En esta acción los indígenas fueron sometidos luego de que el alzamiento dejó varios muertos. Otro hecho que narra la historia de Talamanca es el del traslado de no menos de 400 aborígenes que fueron encerrados en Cartago, con el fin de repartirlos en poblaciones tales como Tres Ríos y Canjel, zona de Puntarenas. Muchos de los aborígenes murieron víctimas de la mala alimentación y las enfermedades.
En el año 1867, por medio de un decreto el Gobierno de la República otorgó a los caciques de Talamanca jerarquía de jefes políticos con facultades de administrar justicia de acuerdo con sus costumbres. Talamanca estuvo aislada durante muchos años; no fue sino a finales del siglo XIX y principios del XX que la zona se unió a Limón mediante un ferrocarril, ya que la United Fruit Co. inició el cultivo del banano en la zona de Baja Talamanca. Esto obligó a muchos indígenas a adentrarse montaña arriba. Posteriormente decayó la actividad bananera y se empezaron cultivos de cacao.
En la década de 1960, al comienzo, una compañía petrolera abrió trochas para perforar varios pozos en busca de petróleo. Fracasados los intentos, los caminos sirvieron para que poco a poco el gobierno fuese ampliándolos, hasta culminar con la carretera actual, que une a Bribri, capital de Talamanca, con Limón. El cantonato llegó a la región en el año 1970. Hoy Bribri queda de Limón a menos de una hora en automóvil.

## Descripción general
Talamanca se divide en dos regiones: Baja y Alta Talamanca, esta última en las estribaciones de la gran cordillera que lleva el mismo nombre. En el distrito de Bratsi, cabecera del cantón, se encuentran los caseríos en donde se concentra la mayor parte de la población indígena: Amubri, Coroma, Shiroles, San José Cabécar, Boca Urén, Katsi. El desarrollo económico de estas poblaciones es muy reducido, ya que la mayor parte de los indígenas vive en forma realmente indigente.
Talamanca tiene hermosas playas como Cahuita, Puerto Viejo y otras; y una región plana, en donde hay cultivos de cacao y banano, un gran desarrollo agropecuario entre la empresa privada y el gobierno. Hay varios ríos muy importantes, entre estos sobresale el Sixaola, que sirve de límites con la República de Panamá. En el punto llamado precisamente Sixaola —río de los guineos en lenguaje de la Mosquitia (Nicaragua)— hay un puente internacional.
La ciudad cabecera Bribri, es pequeña, y la conforman varios negocios, el edificio municipal, la agencia de la Guardia Rural, el plantel de Obras Públicas, y pocas casas. En Amubri hay un convento de monjas; y aquí trabajan desde hace muchos años los padres llamados Bernardos (ambos sacerdotes alemanes llevan el mismo nombre), y han contribuido al desarrollo no solo espiritual sino material de la zona, pero aún con esta valiosa ayuda, la situación en Talamanca sigue siendo de gran pobreza para la mayoría de sus habitantes aborígenes.

## Geografía
Cantón de Talamanca cuenta con un área de 2792,23 km² y una altitud media de 527 m s. n. m.
Su área es superior a la provincia de Heredia.

## Demografía
Para el año 2022, Cantón de Talamanca cuenta con una población estimada de 48 906 habitantes, y para el último censo efectuado, en 2011, Cantón de Talamanca contaba con una población de 30 712 habitantes.
La composición de su población es tan variada como su naturaleza, ya que en ella se conjugan diferentes etnias como los originarios de la alta Talamanca (cabécar y bribri), los afrodescendientes y blancos en la costa así como los de origen chino. Además del castellano cada comunidad ha conservado sus respectivas lenguas, incluyendo las vernáculas de los aborígenes.
De acuerdo al censo nacional del 2011, la población del cantón era de 30 712 habitantes, de los cuales, el 16,3 % nació en el extranjero. El mismo censo destaca que había 7999 viviendas ocupadas, de las cuales, el 44,1 % se encontraba en buen estado y había problemas de hacinamiento en el 14,1 % de las viviendas. El 23,4 % de sus habitantes vivían en áreas urbanas.
Entre otros datos, el nivel de alfabetismo del cantón es del 93,1 %, con una escolaridad promedio de 6,4 años.
El mismo censo detalla que la población económicamente activa se distribuye de la siguiente manera:
- Sector Primario: 48,9 %
- Sector Secundario: 6,9 %
- Sector Terciario: 44,2 %

Talamanca se considera el cantón con el más bajo índice de desarrollo humano de Costa Rica.

## División administrativa
El cantón de Talamanca está dividido en cuatro distritos:
- Bratsi
- Sixaola
- Cahuita
- Telire

### Cartografía
- Hojas del mapa básico, 1:50.000 (IGN): Amubri, Cahuita, Dúrika, Kámuk, Matama, Namaki, Pittier, Siola, Sixaola, Sukut. Telire.

### Leyes y decretos de creación y modificaciones
- Decreto Ejecutivo 20 de 18 de octubre de 1915 (barrios y caseríos que comprende el distrito 3 administrativo de Talamanca del cantón de Limón).
- Ley 3598 de 10 de diciembre de 1965 (creación y límites del cantón de Coto Brus colindante con esta unidad administrativa).
- Decreto Ejecutivo 13 de 2 de abril de 1968 (cambio de nombre Fields por Bribri).
- Ley 4339 de 2 de febrero de 1970 (creación y límites de esta unidad administrativa. Publicado en la Gaceta 116 del 23 de mayo de 1969).
- Decreto Ejecutivo 13 de 19 de febrero de 1970 (división distrital de este cantón).
- Ley 4626 de 3 de agosto de 1970 (fija a la población Bribri cabecera de este cantón en vez de Bratsi).
- Decreto Ejecutivo 1943-G de 15 de septiembre de 1971 (modifica el límite entre los distritos Bratsi y Cahuita).

## Sitios de interés turístico
Un punto turístico de interés especial es Cahuita, con una bella playa de arenas amarillas y con formaciones coralinas de gran extensión. Existe aquí un parque nacional de 22 400 hectáreas de extensión. También son dignas de mención las playas de Puerto Vargas, quizás de las más bellas del país, y Puerto Viejo. El Refugio nacional de vida silvestre mixto Jairo Mora Sandoval Gandoca-Manzanillo es otra área protegida de gran belleza, aunque esté muy amenazada por el desarrollo turístico masivo. Se destacan aquí la zona costera (Puerto Viejo, Cocles, Punta Uva, Manzanillo y Gandoca); los humedales costeros (pantano de Manzanillo, bosques de Cativo, laguna de Gandoca, humedales de Sixaola) y los bosques costeros. La anidación de tortugas marinas es de gran importancia en las playas de Tuba Creek, Puerto Vargas, Playa Negra y Gandoca. En las comunidades campesinas e indígenas del cantón se han desarrollado pequeñas empresas turísticas, enfocadas hacia un turismo de bajo impacto y alto compromiso ambiental y cultural (Carbón 2, Yorkín, Watsi). En el Territorio Indígena Kéköldi funciona un observatorio de aves migratorias de nivel mundial. El viaje a Bribri y de aquí a Sixaola, en donde está el puente internacional del mismo nombre, da la oportunidad de conocer el río y las poblaciones panameñas de Guabito, Changuinola y Almirante.

## Clima
La precipitación pluvial es muy alta en la zona; con un promedio de 2100 mm. al año. Los meses en que la lluvia disminuye son los de septiembre, marzo y abril. La temperatura oscila entre 24 y 30 grados centígrados.

## Carreteras y distancias
- Bratsi-San José: 218 km
- Bribri-Limón: 64 km
- Bribri-Sixaola: 34 km
- Bribri-Cahuita: 40 km
- Bribri-Puerto Viejo: 16 km.
- Bribri-Limón: 63 km

## Ciudades hermanas
- Talamanca de Jarama (España)
- Montevideo (Uruguay)